# Pressione totale

## In meccanica dei fluidi
Nell'ambito della meccanica dei fluidi, con il termine pressione totale di un fluido si intende la somma tra la pressione dinamica e la pressione statica assunte dal fluido in un preciso punto del suo campo di moto in un preciso istante di tempo.
Matematicamente si ha:
{\displaystyle p_{tot}(x,y,z,t)=p_{st}(x,y,z,t)+{\frac {1}{2}}\left(\rho \left|v\right|^{2}\right)_{(x,y,z,t)}}
La pressione statica e la pressione dinamica vanno misurate nel medesimo punto nello stesso istante di tempo. Questa condizione costituisce un notevole problema per gli strumenti di misura che basano il loro funzionamento sulla definizione di pressione totale, come ad esempio il tubo di Pitot.

## In termodinamica
Nell'ambito della termodinamica, per pressione totale di una miscela si intende la somma delle pressioni parziali dei singoli componenti che costituiscono la miscela in esame.
In formule, applicando la legge delle pressioni parziali di Dalton risulta:
{\displaystyle P=\sum _{i=1}^{j}p_{i}=p_{1}+p_{2}+...+p_{j}}
dove:
- P è la pressione totale
- pi è la pressione parziale del componente i-esimo
- j è il numero di componenti della miscela.